# Велика награда Аустралије
Велика награда Аустралије је трка у оквиру шампионата Формуле 1.
Трка се сваке године традиционално вози као прва трка у сезони (изузев 2006. и 2010. године).

## Историја
Велике награде Аустралије се возе од још од 1920-их година.
У оквиру ФИА шампионата формуле 1 трке се возе од 1985. године.
У тој сезони као последња трка у сезони вожена је трка на стази у Аделаиди.
Од 1996. године трка се вози на уличној стази у Алберт парку у Мелбурну.

## Скорашње трке
У сезони 2007. ова ВН је протекла у знаку Кимија Раиконена који је са својим Фераријем освојио пол позицију, извезао најбржи круг и на крају се попео на врх подијума.
У сезони 2008. ВН Аустралије је отворила сезону трка Формуле 1 16. марта 2008. године. Тријумфовао је Луис Хамилтон, а друга два места на подијуму су заузели Немци Розберг и Хајдфелд.
У 2009-тој години отварање сезоне је обележио двоструки тријумф дебитантског тима у Формули 1, Брон ГП-а. Џенсон Батон и Рубенс Барикело су заузели прво и друго место у трци.
Велика награда Аустралије је у сезони 2010 била друга трка шампионата, а пол позицију је освојио Себастијан Фетел у Ред Булу. Трка је вожена у променљивим временским условима пошто је на почетку падала киша, док је друга половина трке вожена по сувој стази. Фетел је сигурно водио трку али је онда имао проблем са задњим кочницама због чега је морао да одустане. Победу је остварио Џенсон Батон који се захваљујући одличној стратегији пробио у поретку, други је завршио Роберт Кубица у Реноу, док је трећи био Фелипе Маса у Ферарију.
У сезони 2011 је поново најбржи на квалификацијама био Себастијан Фетел, али је Немац овога пута имао трку без проблема, па је лако победио испред Луиса Хамилтона у Макларену и Виталија Петрова у Лотус Реноу.
Трка у 2012 је поново прошла у знаку Џенсона Батона. Његов тимски колега Луис Хамилтон је био на пол позицији, али је Батон на старту преузео прво место које није испуштао до краја. Други је трку завршио светски шампион из 2011. Себастијан Фетел, док је трећи био Хамилтон.
Велика награда Аустралије је и 2013. била прва трка у шампионату, а победник је био Кими Рејкенен у Лотусу. Финац је једини био на стратегији од два заустављања у боксу док су остали возачи морали по три пута да мењају гуме. На другој позицији је завршио Фернандо Алонсо у Ферарију, док је трећи био светски шампион Себастијан Фетел у Ред Булу.
У сезони 2014. је победио Нико Розберг а у сезони 2015. Луис Хамилтон, и један и други наступајући за Мерцедес гран при.
У сезони 2016. је победио Нико Розберг, наступајући за Мерцедес гран при.

## Победници трка
Највише победа на ВН Аустралије у оквиру шампионата Формуле 1 има Михаел Шумахер и то четири победе: 2000, 2001, 2002. и 2004. године.
По националностима највише победа имају британски возачи и то десет: Џенсон Батон три, Дејмон Хил, Дејвид Култард, и Луис Хамилтон по две и Најџел Менсел једну.
| Година      | Возач             | Конструктор    | Локација     |              |
| ----------- | ----------------- | -------------- | ------------ | ------------ |
| 2022        | Шарл Леклер       | Ферари         | Мелбурн      |              |
| 2021 - 2020 | Није одржано      | Није одржано   | Није одржано | Није одржано |
| 2019        | Валтери Ботас     | Мерцедес       | Мелбурн      |              |
| 2018        | Себастијан Фетел  | Ферари         | Мелбурн      |              |
| 2017        | Себастијан Фетел  | Ферари         | Мелбурн      |              |
| 2016        | Нико Розберг      | Мерцедес       | Мелбурн      |              |
| 2015        | Луис Хамилтон     | Мерцедес       | Мелбурн      |              |
| 2014        | Нико Розберг      | Мерцедес       | Мелбурн      |              |
| 2013        | Кими Рејкенен     | Лотус Ф1       | Мелбурн      |              |
| 2012        | Џенсон Батон      | Макларен       | Мелбурн      |              |
| 2011        | Себастијан Фетел  | Ред бул        | Мелбурн      |              |
| 2010        | Џенсон Батон      | Макларен       | Мелбурн      |              |
| 2009        | Џенсон Батон      | Брон ГП        | Мелбурн      |              |
| 2008        | Луис Хамилтон     | Макларен       | Мелбурн      |              |
| 2007        | Кими Рејкенен     | Ферари         | Мелбурн      |              |
| 2006        | Фернандо Алонсо   | Рено           | Мелбурн      |              |
| 2005        | Ђанкарло Физикела | Рено           | Мелбурн      |              |
| 2004        | Михаел Шумахер    | Ферари         | Мелбурн      |              |
| 2003        | Дејвид Култард    | Макларен       | Мелбурн      |              |
| 2002        | Михаел Шумахер    | Ферари         | Мелбурн      |              |
| 2001        | Михаел Шумахер    | Ферари         | Мелбурн      |              |
| 2000        | Михаел Шумахер    | Ферари         | Мелбурн      |              |
| 1999        | Еди Ирвин         | Ферари         | Мелбурн      |              |
| 1998        | Мика Хекинен      | Макларен       | Мелбурн      |              |
| 1997        | Дејвид Култард    | Макларен       | Мелбурн      |              |
| 1996        | Дејмон Хил        | Вилијамс-Рено  | Мелбурн      |              |
| 1995        | Дејмон Хил        | Вилијамс-Рено  | Аделејд      |              |
| 1994        | Најџел Менсел     | Вилијамс-Рено  | Аделејд      |              |
| 1993        | Аиртон Сена       | Макларен       | Аделејд      |              |
| 1992        | Герхард Бергер    | Макларен       | Аделејд      |              |
| 1991        | Аиртон Сена       | Макларен       | Аделејд      |              |
| 1990        | Нелсон Пике       | Бенетон-Форд   | Аделејд      |              |
| 1989        | Тијери Боутсен    | Вилијамс-Рено  | Аделејд      |              |
| 1988        | Ален Прост        | Макларен       | Аделејд      |              |
| 1987        | Герхард Бергер    | Ферари         | Аделејд      |              |
| 1986        | Ален Прост        | Макларен       | Аделејд      |              |
| 1985        | Кеке Розберг      | Вилијамс-Хонда | Аделејд      |              |